# The Richest Man in Babylon (album)
A The Richest Man in Babylon a Thievery Corporation harmadik lemeze; az Eighteenth Street Lounge kiadó adta ki 2002-ben.

## Számok
| #   | Cím                                 | Közreműködik                       | Hossz |
| --- | ----------------------------------- | ---------------------------------- | ----- |
| 1.  | Heaven's Gonna Burn Your Eyes       | Emilíana Torrini (ének)            | 4:10  |
| 2.  | Facing East                         | Pam Bricker (ének)                 | 3:43  |
| 3.  | The Outernationalist                | Ras Pidow (ének)                   | 3:30  |
| 4.  | Interlude                           |                                    | 1:21  |
| 5.  | Omid (Hope)                         | LouLou Ghelichkhani (ének)         | 3:48  |
| 6.  | All That We Perceive                | Pam Bricker (ének)                 | 3:46  |
| 7.  | Un Simple Histoire (A Simple Story) | LouLou Ghelichkhani (ének)         | 3:45  |
| 8.  | Meu Destino (My Destiny)            | Patrick dos Santos (ének)          | 3:29  |
| 9.  | Exilio (Exile)                      | Verny Varela (ének & fuvola)       | 3:03  |
| 10. | From Creation                       |                                    | 4:19  |
| 11. | The Richest Man in Babylon          | Notch                              | 3:50  |
| 12. | Liberation Front                    |                                    | 5:04  |
| 13. | The State of the Union              | Sleepy Wonder and Shinehead (ének) | 4:28  |
| 14. | Until the Morning                   | Emilíana Torrini (ének)            | 3:56  |
| 15. | Resolution                          |                                    | 4:46  |